# Роберт Молемский
Роберт Молемский,  Роберт Молезмский (фр. Robert de Molesme, лат. Robertus Molesmensis ; 1028 год — 17 апреля 1111 года) — католический святой, основатель ордена цистерцианцев.

## Биография
Святой Роберт родился в Шампани, в знатной фамилии. С юности почувствовав призвание к монашеству, он в возрасте 15 лет вступил в бенедиктинский монастырь Монтье-ла-Селль около города Труа. Он быстро завоевал в монастыре большой авторитет и через некоторое время стал приором. В 1068 году Роберт стал аббатом другого монастыря, Сан-Мишель-де-Тоннер, однако, видя дурные порядки и тщетность своих реформистских усилий, в 1071 году он вернулся в родной монастырь. Некоторое время он также возглавлял монастырь Сан-Аюль.

### Аббатство Молем
Около 1075 года несколько отшельников, живших в Бургундии, обратились к папе Григорию VII с прошением об основании нового монастыря и о поставлении над ним авторитетного настоятеля. Прошение было удовлетворено, а святой Роберт назначен первым настоятелем будущей общины. Он выбрал для нового монастыря селение Молем. Поначалу монастырь представлял собой ряд хижин вокруг часовни Святой Троицы, однако затем он начал быстро расти и развиваться. Святой Роберт поддерживал в общине строгий порядок, устав св. Бенедикта неукоснительно выполнялся, монахи соблюдали суровую аскезу, что выгодно контрастировало с распущенными нравами ряда монастырей того времени. Когда слухи о благочестивой общине и личной святости её основателя широко распространились, в Молем начали стекаться в большом количестве новые братья.
Когда численность братии в монастыре выросла, в нём начались раздоры. Часть монахов была недовольна строгим соблюдением устава св. Бенедикта и требовала послаблений, обычных для бенедиктинских монастырей того времени.
Роберт дважды пытался сложить с себя обязанности настоятеля и покинуть Молем, чтобы жить отшельником, однако оба раза по приказанию папы возвращался в монастырь.
Наконец в 1098 году, когда святому Роберту было уже около 70 лет, он с разрешения лионского архиепископа покинул Молем с 20 братьями с целью основать новую обитель, где царил бы первоначальный строгий дух западного монашества, основанный на строгом соблюдении устава св. Бенедикта. 

### Монастырь Сито
Виконт города Бон даровал святому Роберту принадлежавшую ему долину в глухом лесу к югу от Дижона, где выходцы из Молема и основали монастырь Сито. По традиции считается, что монастырь был основан 21 марта. Сито стал первым из монастырей нового ордена, получившего затем по этому монастырю имя цистерцианцы. Святой Роберт стал первым настоятелем Сито; второй и третий настоятели монастыря — святой Альберих и святой Стефан Хардинг были в числе тех двадцати человек, покинувших Молем вместе с Робертом.
Лишившись настоятеля, монахи Молема раскаялись и обратились к папе с просьбой вернуть святого Роберта на пост аббата, согласившись при этом строго соблюдать правила, на которых настаивал Роберт. Он вернулся в Молем, где и оставался до своей смерти. Руководство в Сито перешло к святому Альбериху.
Святой Роберт умер 17 апреля 1111 года. В 1220 году папа Гонорий III канонизировал его. Первоначально память св. Роберта отмечалась в Католической церкви 17 апреля, затем дата памяти была сдвинута на 29 апреля.